# Tonbridge and Malling
Tonbridge and Malling ist ein Verwaltungsbezirk mit dem Status eines Borough in der Grafschaft Kent in England. Er umfasst ein Gebiet, das von den North Downs im Norden bis zur Stadt Tonbridge im Süden reicht, in Richtung Nordosten wird er vom Fluss Medway durchflossen. Verwaltungssitz ist West Malling; weitere bedeutende Orte sind Aylesford, Burham, East Peckham, Hadlow, Hildenborough, Kings Hill, Snodland und Tonbridge.
Der Bezirk wurde am 1. April 1974 gebildet und entstand aus der Fusion des Urban District Tonbridge, des Rural District Malling und eines Teils des Rural District Tonbridge.
Koordinaten: 51° 17′ 0″ N, 0° 21′ 0″ O